# رشدية مورقة
رشدية مورقة (الاسم العلمي:Averrhoa frondosa) هي نوع غير مؤكد من النباتات تتبع جنس الرشدية من الفصيلة الحماضية.